# Ligne de Békéscsaba à Püspökladány par Kötegyán et Vésztő
La Ligne de Békéscsaba à Püspökladány par Kötegyán et Vésztő ou ligne 128 est une ligne de chemin de fer de Hongrie. Elle relie Békéscsaba à Püspökladány par Kötegyán et Vésztő.